# Gare de Thieux - Nantouillet
La gare de Thieux - Nantouillet est une gare ferroviaire française de la ligne de La Plaine à Hirson et Anor (frontière), située sur le territoire de la commune de Thieux, à proximité de Nantouillet, dans le département de Seine-et-Marne, en région Île-de-France.
Elle est mise en service, en 1902 ou 1903, par la Compagnie des chemins de fer du Nord. C'est une halte de la Société nationale des chemins de fer français (SNCF), desservie par les trains du réseau Transilien Paris-Nord (ligne K).

## Situation ferroviaire
Établie à 95 m d'altitude, la gare de Thieux - Nantouillet se situe au point kilométrique (PK) 31,327 de la ligne de La Plaine à Hirson et Anor (frontière), entre les gares de Compans et Dammartin - Juilly - Saint-Mard.

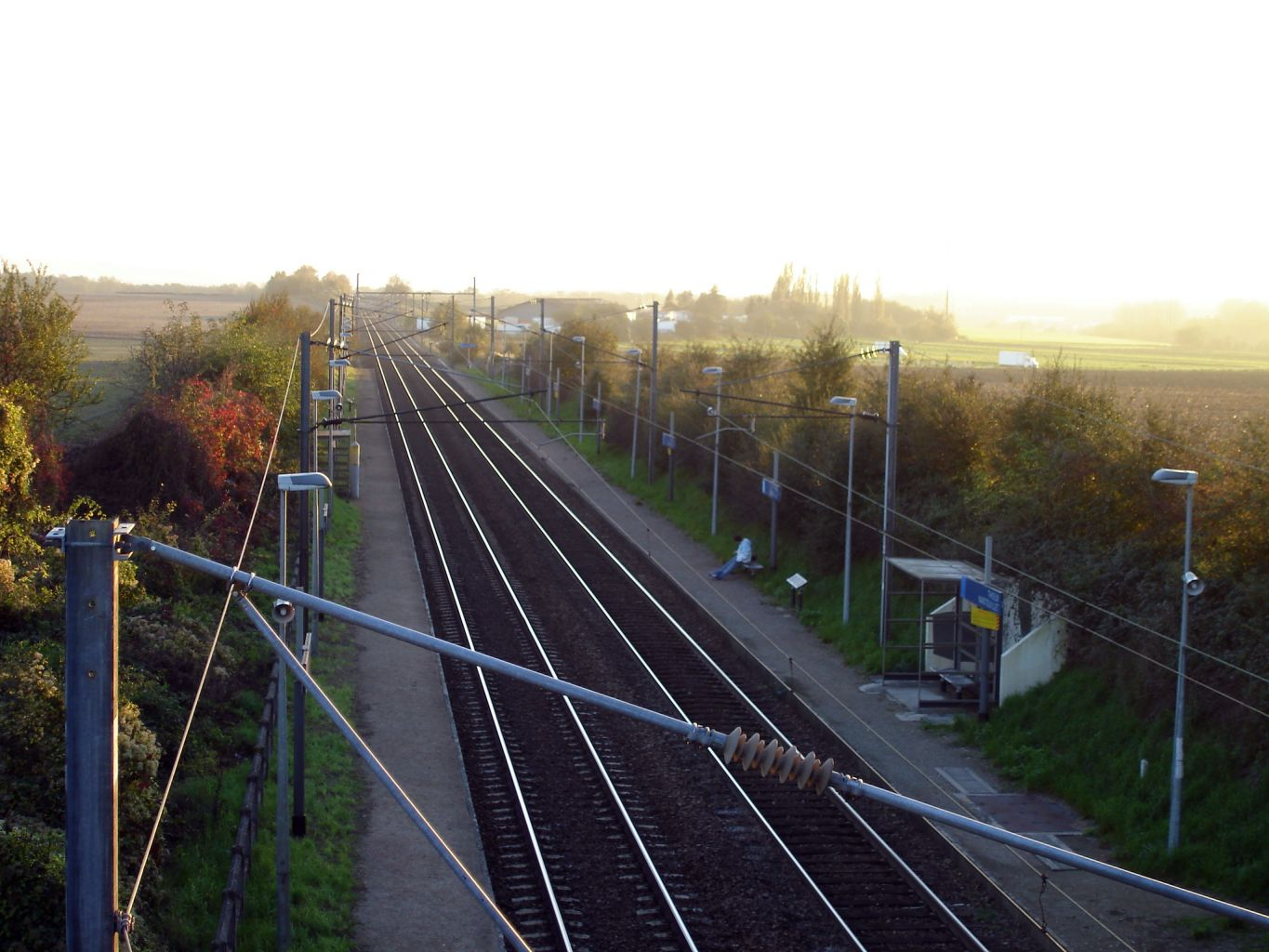
La gare de Thieux - Nantouillet en 2006.

## Histoire
La compagnie des chemins de fer du Nord met en service le 31 août 1861 la section de la ligne de Paris à Soissons qui traverse la commune de Thieux par une longue ligne droite qui passe à proximité du village sans qu'il y ait une station ou une halte sur la commune. Le 12 juin 1870, la Compagnie du Nord installe une gare provisoire uniquement pour le Comice agricole départemental qui a lieu dans la ferme du marquis de Préaula. Cet évènement rare est dû aux nombreuses personnalités venant y assister, dont notamment le baron de Rothschild.
La compagnie du Nord ouvre la halte définitive, avant le passage à niveau (aujourd'hui remplacé par un pont routier) qui permet le passage de la route qui va de Thieux à Juilly et Nantouillet, en 1902 ou 1903.

## Fréquentation
De 2015 à 2023, selon les estimations de la SNCF, la fréquentation annuelle de la gare s'élève aux nombres indiqués dans le tableau ci-dessous.
| Année     | 2015   | 2016   | 2017   | 2018   | 2019   | 2020   | 2021   | 2022   | 2023   |
| --------- | ------ | ------ | ------ | ------ | ------ | ------ | ------ | ------ | ------ |
| Voyageurs | 20 529 | 22 954 | 25 483 | 22 740 | 25 362 | 13 268 | 33 262 | 33 900 | 29 122 |

La gare est l’une des moins fréquentées d’Île-de-France. En particulier, en 2017, elle était la gare ouverte au trafic de voyageurs la moins fréquentée de la région.

## Service des voyageurs

### Accueil
La halte de Thieux - Nantouillet est située à environ 300 mètres au nord-est des premières maisons de Thieux. Les quais sont accessibles par deux escaliers de chaque côté du pont routier de la route départementale passant au-dessus de la voie. Halte SNCF à accès libre du réseau Transilien, elle offre un équipement minimum. Un automate pour la vente des titres de transport Transilien vient s'ajouter aux abris de quais et aux panneaux d'informations.

### Desserte
Thieux - Nantouillet est desservie par les trains omnibus du réseau Transilien Paris-Nord (ligne K).

### Intermodalité
La gare est desservie par la ligne 2122 du réseau de bus Roissy Est.